# Maxime (film)
Pour les articles homonymes, voir Maxime.
Pour plus de détails, voir Fiche technique et Distribution.
Maxime est un film français réalisé par Henri Verneuil, sorti en 1958, adaptation du roman éponyme d'Henri Duvernois.

## Synopsis
Le film s’ouvre sur un triple prégénérique : les visites à Paris d’Elisabeth d’Angleterre en 1957, puis de son père Georges VI en 1938, puis de son grand-père Georges V en avril 1914, cela ne faisant qu’introduire l’époque et le contexte du film. Les nominations et les chutes des ministères à la veille de la Grande Guerre ponctueront d’ailleurs le récit, dont un des ports d’attache sera Maxim’s, rendez-vous nocturne des grands seigneurs, des aventuriers et des demi-mondaines de la Belle époque.
Maxime (Charles Boyer) sort de chez lui au passage de George V. Du grand monde, il n’a pu garder que les manières. Il vit d’expédients, comme l’écriture des mémoires du général (André Brunot), amant de Gazelle, son ancienne maîtresse (Arletty). Y comptent aussi pour beaucoup les menus services qu’il rend à Hubert (Félix Marten), un boursicoteur, collectionneur de femmes éhonté et arrogant. L’un doit vivre dans une chambre peu reluisante, mais encombrée par les traces d’un passé plus glorieux ; l’autre a établi ses quartiers dans luxe d'un palace : le Ritz.
Hubert a jeté son dévolu sur Jacqueline (Michèle Morgan), belle et élégante roturière. Celle-ci est outrée par le collier qu’il lui a adressé sans même la connaître, comme à une cocotte. Plus piqué qu’amoureux, il charge Maxime, pour une très belle somme, de faire la connaissance de Jacqueline au bois et de l’amadouer pour son compte.
Mais Jacqueline est séduite par les manières de Maxime, pourtant bien plus âgé, qui naturellement tombe amoureux d’elle : ils filent le parfait amour, tandis qu’Hubert part hériter d’un vieil oncle.
Lorsqu’Hubert revient quinze jours plus tard, il comprend tout de suite que Maxime est devenu l’amant de Jacqueline et il a l’habileté de l’encourager pour mieux parvenir à ses fins.
Il fait tout pour mettre des coins entre les amants (n’est-ce pas lui qui jette une ancienne maîtresse ivre et décatie au milieu d’un de leurs dîners, humiliant Jacqueline plus encore que Maxime ?). Il rend jaloux Maxime, qui en devient acariâtre. Un séducteur sans émotion étant bien plus agréable qu’un amoureux jaloux, il a beau jeu de se montrer joli cœur avec Jacqueline, et la séduit à son tour.
Maxime veut provoquer Hubert en duel, mais Jacqueline accepte ses conditions dégradantes pour qu’il y renonce : il le fait, lorsqu’il comprend combien elle est amoureuse d’Hubert pour souscrire ainsi à toutes.
Esseulé, il reçoit Gazelle qui lui annonce la mort du général et ne sait où aller.
Le film s’achève sur l’annonce de l’assassinat de l'archiduc d’Autriche à la fin juillet 1914 et sur la proclamation de Jules Guesde selon laquelle « Jamais, jamais, jamais » l’Allemagne ne déclarera la guerre à la France.

## Fiche technique
- Réalisateur : Henri Verneuil, assisté de Jean Becker, Michel Wyn
- Scénario : Henri Jeanson, Albert Valentin, Henri Verneuil d'après le roman éponyme d'Henri Duvernois publié en 1927
- Dialogue : Henri Jeanson
- Décors : Robert Clavel
- Costumes : Rosine Delamare (pour Michèle Morgan), Blanche Van-Parys
- Photographie : Christian Matras ; cadreur : Gilbert Chain
- Musique : Georges Van Parys - éditions musicales : Hortensia
- Montage : Gabriel Rongier, assisté d'Andrée Davanture
- Son : Antoine Petitjean
- Production : Raoul Ploquin, Ignace Morgenstern
- Sociétés de production : Les Films Raoul Ploquin, Cocinor
- Format : Noir et blanc - 35 mm - 1,37:1 - Mono, système Western Electric
- Tournage : 14 avril au 15 juin 1958, studios Franstudio de Saint-Maurice
- Pays de production :  France
- Genre : Drame
- Durée : 124 min
- Date de sortie : 
  - France, 26 novembre 1958

## Distribution
- Michèle Morgan : Jacqueline Monneron
- Charles Boyer : Maxime Cherpray
- Arletty : Gazelle
- Félix Marten : Hubert de Treffujean
- Jane Marken : Coco Naval
- André Brunot : le général Édouard Le Questin
- Micheline Luccioni : Liliane, une danseuse
- Meg Lemonnier : Eva Allison, l'amie anglaise de Jacqueline
- Jean-Marie Proslier : le représentant du ministre lors de la 100e
- Fernand Fabre : le comte chez Maxim's
- Jacques Dufilho : Flick, le détective privé
- Odette Barancey : l'habilleuse aux Capucines
- Liliane Patrick : la secrétaire d'Hubert
- Georges Adet : Victor, le maître d'hôtel de Maxim's
- Geneviève Morel : Mme Mignolet, la concierge de Maxime
- Florence Blot : Antoinette, la couturière de chez Poiré
- Dominique Zardi : un bagagiste
- Charles Bayard : le militaire chez Maxim's
- Van Doude : Marcel, le chauffeur d'Hubert
- Lud Germain : le serviteur noir
- Bernard Musson : un maître d'hôtel
- Léon Pauléon : le bourgeois de Nice
- René Worms : l'ami d'Olga
- Marcel Rouzé : le régisseur des Capucines
- Evelyne Dandry : une invitée au souper de la 100e
- Serge Bento : un crieur de journaux
- Marc Arian : un maître d'hôtel au souper de la 100e
- Jean Degrave : le chauffeur de Jacqueline
- Charles Lemontier : le médecin
- Christian Brocard : un crieur de journaux
- Claude Mercutio : le livreur de fleurs
- Richard Larke : Frank Allison, l'ami anglais de Jacqueline
- Yvonne Constant : Rolande, une danseuse des Capucines
- Albert Daumergue : un invité au souper de la 100e
- Roger Lecuyer : un dineur chez Maxim's
- Clara Gansard
- Marie-Blanche Vergne

## Éditions vidéo
Maxime sort en digibook DVD/Blu-ray chez Coin de Mire Cinéma le 4 septembre 2020.